# 자동차 전시회

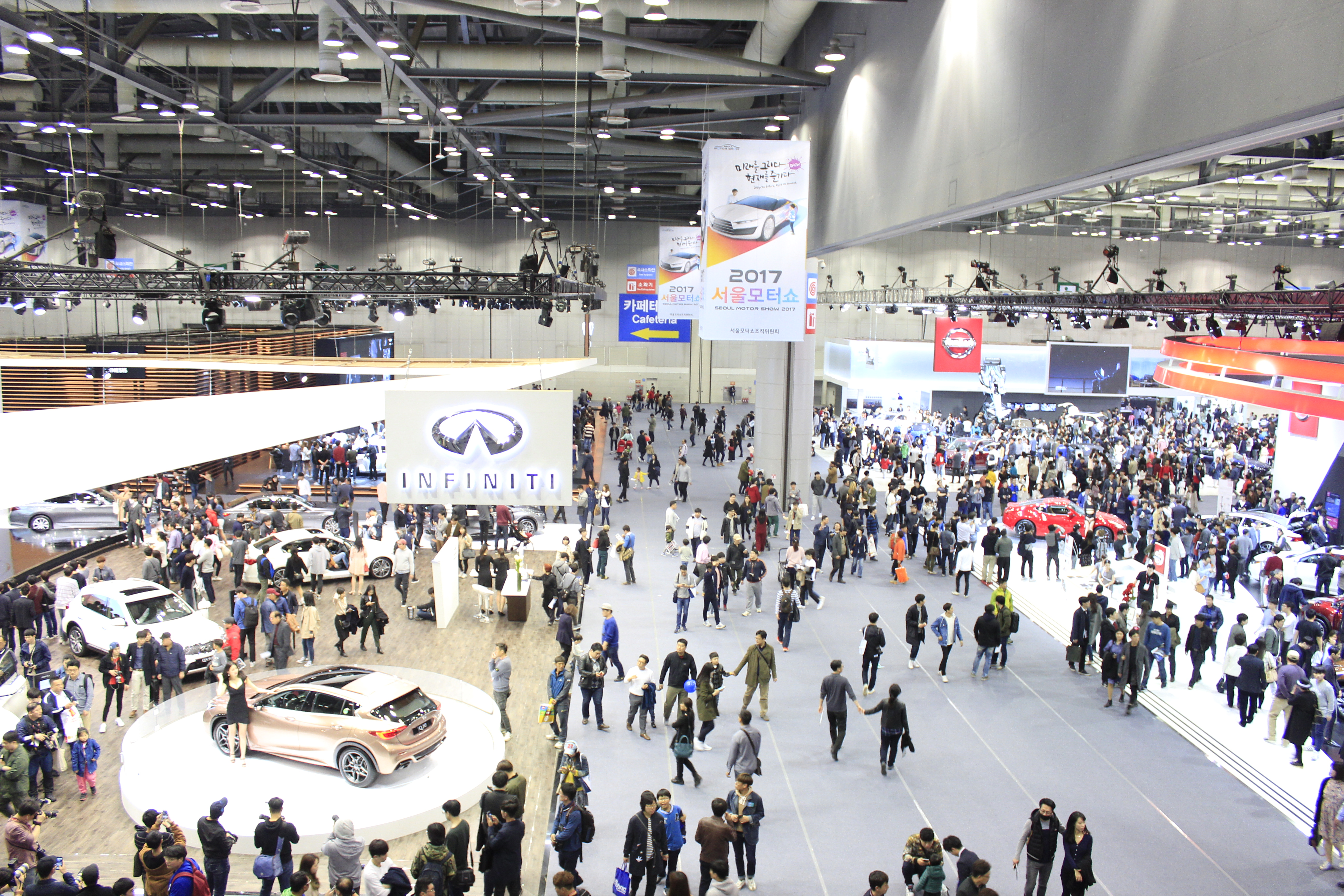
2017 서울 모터쇼 현장 전경

자동차 전시회(自動車展示會)는 자동차 제조사들의 전시회로, 현행 모델의 전시와 새로운 모델, 컨셉트 카의 공개 등의 행사가 이루어진다. 모터쇼(motor show) 혹은 오토쇼(auto show)라고도 하며 대부분의 자동차 전시회는 매년 혹은 격년으로 치러진다. 몇몇 자동차 전시회는 자동차 제조사들에 제품 홍보의 중요한 기회로 여겨지며, 반면에 그 밖의 자동차 전시회들은 행사를 통해 고객을 유치하고자하는 지역 판매업체들이 더 중요하게 생각한다.

## 유래
19세기 자동차생산을 시작한 독일,프랑스 등 선진국에서 상류층 젊은이들 사이에서 자동차 레이스가 열렸는데 여기서 좋은 성적을 올려야 인기있는 차, 잘 팔리는 차로 인정을 받았다.
레이서들은 각자 자기 차들을 개성있고 특색있게 꾸몄고, 관중들은 레이싱 뿐만 아니라 각양각색의 자동차들을 보기 위해 몰려들었다. 이를 위해 산업박람회장에 자동차를 전시한 것이 바로 모터쇼의 유래이다.

## 역사
최초의 모터쇼는 1897년 독일에서 개최된 프랑크푸르트 모터쇼이다. 그 이후 1989년 프랑스가 개최한 파리 모터쇼이고 미국이 1989년 디트로이트 모터쇼, 1903년 시카고 모터쇼이다. 영국이 1903년 버밍엄 모터쇼를 개최하는 등 경쟁적으로 모터쇼를 개최하기 시작했다.
현재 가장 관심을 끄는 세계 5대 모터쇼로는 독일 프랑크푸르트 모터쇼, 미국 디트로이트 모터쇼, 프랑스 파리 모터쇼, 스위스 제네바 모터쇼, 일본 동경 모터쇼를 들 수 있다.

## 주요 모터쇼
- 서울 모터쇼
- 부산 국제 모터쇼
- 뉴욕 국제 오토쇼
- 도쿄 모터쇼(TMS)
- 상하이 모터쇼
- 북미 국제 오토쇼(디트로이트)
- 시카고 오토쇼
- 제네바 모터쇼
- 파리 모터쇼
- 프랑크푸르트 국제 모터쇼(IAA)
- LA 오토쇼

## 1월
- 오토 엑스포 (뉴 델리, 인도, 1월 10일 ~ 1월 17일 (2008년))
- 카이로 국제 모터쇼 (카이로, 이집트, 1월 12일 ~ 1월 15일 (2007년))
- 유럽 모터쇼 (브뤼셀, 벨기에, 1월 12일 ~ 1월 21일 (2007년))
- 북미 국제 오토쇼 (디트로이트, 미국, 1월 13일 ~ 1월 21일 (2007년))
- 몬트리올 자동차 전람회 (몬트리올, 캐나다, 1월 19일 ~ 1월 28일 (2007년))
- 워싱턴 오토쇼 (워싱턴 D.C., 미국, 24 ~ 28 (2007년))

## 2월
- 애들레이드 토요쇼 (애들레이드, 오스트레일리아, 2월 2일 ~ 2월 4일 (2007년))
- 필라델피아 국제 오토쇼 (필라델피아, 미국, 2월 3일 ~ 2월 11일 (2007년))
- 시카고 오토쇼 (시카고, 미국, 2월 8일 ~ 2월 17일 (2007년))
- 오사카 오토 메쎄 (오사카, 일본, 2월10일 ~ 2월 12일 (2007년))
- 캐나다 국제 오토쇼 (토론토, 캐나다, 2월 16일 ~ 2월 25일 (2007년)).
- 클레블랜드 오토쇼 (클레블랜드 , 미국, 2월 24일 ~ 3월 4일 (2007년))

## 3월
- 멜버른 국제 모터쇼 (멜버른 , 오스트레일리아, 3월 2일 ~ 3월 12일 (2007년))
- 국제 자동차 전람회 (제네바, 스위스, 3월 8일 ~ 3월 18일 (2007년))
- 미니애폴리스 & 세인트 폴 국제 오토쇼 (미니애폴리스, 미국, 3월 10일 ~ 3월 18일 (2007년))
- 베오그라드 국제 모터쇼 (베오그라드 , 세르비아, 3월 23일 ~ 4월 1일 (2007년))
- 자그레브 국제 모터쇼 (자그레브 , 크로아티아, 3월 27일 ~ 4월 6일 (2007년))
- 마닐라 국제 오토쇼 (마닐라 , 필리핀, 3월 29일 ~ 4월 1일 (2007년))
- 오토라이 (암스테르담 네덜란드, 3월 29일 ~ 4월 9일 (2007년))
- 밴쿠버 국제 오토쇼 (밴쿠버 캐나다, 3월 31일 ~ 4월 8일 (2007년))
- 방콕 국제 모터쇼 (방콕, 태국)

## 4월
- 서울 모터쇼 (서울/고양시, 대한민국, 4월 5일 ~ 4월 15일 (2007년)) (including Collegiate Car Design Contest)
- 내쉬빌 국제 오토&트럭 쇼 (내쉬빌 , 미국, 4월 6일 ~ 4월 8일, 2007))
- 뉴욕 국제 오토쇼 (뉴욕, 미국, 4월 6일 ~ 4월 15일 (2007년))
- 코펜하겐 국제 모터쇼 (코펜하겐, 덴마크, 4월 16일 ~ 4월 25일 (2007년))
- 탈린 모터쇼 (탈린, 에스토니아, 4월20일 ~ 4월 23일 (2007년))
- 상하이 모터 쇼 (상하이 , 중국, 4월 24일 ~ 4월28일 (2007년))
- 리스본 국제 자동차 모터 쇼 (리스본, 포르투갈, 4월 28일 ~ 5월 7일 (2007년))

## 5월
- 마드리드 모터쇼 (마드리드, 스페인, 5월 9일 ~ 5월 13일 (2007년))
- 투어 드 솔(Tour de Sol)- 친환경 자동차 쇼 (말타, 미국, 5월 10일 ~ 5월 14일 (2006))
- 도쿄 특별 수입차 쇼 (도쿄, 일본, 5월 11일 ~ 5월 13 (2007년))
- 키에프 국제 SIA 모터쇼 (키에프 , 우크라이나, 5월 23일 ~ 5월 27일 (2007년))
- 스카스데일 전람회 (스카스데일, 미국)

## 6월
- 브르노 자동차 전람회 (브르노, 체코, 6월 9일 ~ 6월 14일 (2007년)) (격년)

## 7월
- 인도네시아 국제 모터쇼 (자카르타, 인도네시아, 7월 20일 ~ 7월 29일 (2007년))
- 영국 국제 모터쇼 (런던, 영국, 7월 23일 ~ 8월 3일 (2008년)) (격년)

## 8월
- 페블 비치 자동차 전시회(Pebble beach Concours d'Elegance) (페블 비치, 미국, 8월 19일 (2007년))

## 같이 보기
- 자동차 경주
- 초연